# Jutta Hellgrewe
Jutta Hellgrewe (* 21. August 1934 in Bad Langensalza; † 1998) war eine deutsche Malerin, Grafikerin und Illustratorin.

## Leben und Werk
Der Vater Jutta Hellgrewes war der Maler Joachim Hellgrewe, ihr Großvater der Maler Rudolf Hellgrewe. Sie studierte von 1953 bis 1956  an den Fachschulen für angewandte Kunst in Erfurt und Berlin, u. a. bei Max-Karl Beyer, und von 1956 bis 1961 u. a. bei Wolfgang Mattheuer und Elisabeth Voigt an der Hochschule für Grafik und Buchkunst in Leipzig. Von 1967 bis 1982 war sie Dozentin an der Fachschule für Werbung und Gestaltung in Berlin-Schöneweide. Danach arbeitete sie als freiberufliche Grafikerin in Leipzig. Sie trat insbesondere als Illustratorin von mehr als 60 Bücher, vor allem Kinder- und Jugendbüchern, und mit baugebundenen Arbeiten hervor. Bei ihren Entwürfen für Glasmalerei arbeitete sie mit der renommierten Weimarer Glasmalerei Kraus zusammen.
Jutta Hellgrewe war bis 1990 Mitglied des Verbands Bildender Künstler der DDR und u. a. von 1967 bis 1988 auf allen deutschen Kunstausstellungen bzw. Kunstausstellungen der DDR in Dresden vertreten.

## Baugebundene Werke (Auswahl)
- Wie Hund und Katze (Doppelgiebelbild, 1987; mit Bernd Sikora. Leipzig, Prager Straße 252)[2]
- Buntglasfenster in der Erlöserkirche Fröttstädt (ausgeführt 1988)
- Bleiglasfenster im Leipziger historischen Geschäftshaus Specks Hof

## Einzelausstellungen (unvollständig)
- 1975: Genthin, Kreiskulturhaus („Erlebnis Sowjetunion. Kollektion zum 30. Jahrestag der Befreiung. Jutta Hellgrewe, Christa Jahr, Barbara Lechner“)
- 1985: Leipzig, Klub & Galerie Nord
- 1988: Leipzig, Galerie der Georg-Maurer-Bibliothek